# Eurypsyche xylogramma
Eurypsyche xylogramma är en fjärilsart som beskrevs av Edward Meyrick 1897. Eurypsyche xylogramma ingår i släktet Eurypsyche och familjen nattflyn. Inga underarter finns listade i Catalogue of Life.